# Аев (Хакасия)
Аев — аал в Аскизском районе Хакасии.

## География
Расположено в 82 км от райцентра — с. Аскиз.
Расстояние до ближайшей ж.-д. ст. Камышта — 62 км.

## Население
| 2002 | 2010 |
| ---- | ---- |
| 98   | ↘85  |

Национальный состав
Хакасы.

## Инфраструктура
В селе работает основная общеобразовательная школа, фельдшерско-акушерский пункт, клуб.